# Workday
Workday, Inc. este o companie americana fondata de David Duffield, fondatorul companiei PeopleSoft. Competitorii principali sunt SAP, Successfactors, Oracle, Zoho și beqom.